# Jauheni Hutarowitsch
Jauheni Hutarowitsch (belarussisch Яўгеній Гутаровіч, russisch Евгений Гутарович, transkribiert Jewgeni Gutarowitsch; * 29. November 1983 in Minsk) ist ein ehemaliger belarussischer Radrennfahrer.

## Karriere
Hutarowitsch gewann 2006 jeweils zwei Etappen beim Circuit des Ardennes und bei der Tour de la Manche. Bei der Tour de la Manche wurde er auch Gesamtdritter. Außerdem gewann er ein Teilstück der Tour Alsace. Seit 2007 fährt Hutarowitsch für das französische UCI Continental Team Roubaix Lille Métropole. In seinem ersten Jahr dort wurde er wie schon 2003 Dritter bei der belarussischen Meisterschaft im Straßenrennen. Bei der Tour du Poitou-Charentes konnte er eine Etappe gewinnen. Er erhielt 2008 einen Vertrag beim französischen UCI ProTeam La Française des Jeux. Bei den Drei Tagen von Westflandern konnte er früh für einen seiner bisher größten Erfolge sorgen, als er die zweite Etappe gewann. 2009 wurde er Letzter bei der Tour de France und konnte so die begehrte Rote Laterne gewinnen.
Im Jahr 2010 war sein wichtigster Erfolg eine Etappe bei der Vuelta a España, der auch in seiner gesamten bisher sein größter Sieg ist. Vorher gewann er noch eine Etappe bei der Tour de Pologne.
Trotz weiterer Erfolge verließ er 2012 das Team La Française des Jeux und ging zu Ag2r La Mondiale, wegen der zu großen Konkurrenz mit den jungen französischen Sprintern Arnaud Démare und Nacer Bouhanni. Allerdings konnte keine Sieg im Jahr 2013 feiern. Erst 2014 gewann die Tour de la Somme und noch dazu eine Etappe bei der Tour de Pologne. 2015 und 2016 fuhr er für das Team Bretagne-Séché Environnement. Dort gewann er zum Einstand gleich drei Etappen bei der La Tropicale Amissa Bongo und eine weitere Etappe im Folgejahr.

## Erfolge
2006
- zwei Etappen Circuit des Ardennes
- zwei Etappen Tour de la Manche
- eine Etappe Tour Alsace

2007
- eine Etappe Tour du Poitou-Charentes

2008
- eine Etappe Drei Tage von Westflandern
- Belarussischer Meister – Straßenrennen
- zwei Etappen Burgos-Rundfahrt

2009
- eine Etappe La Tropicale Amissa Bongo
- zwei Etappen und Punktewertung Mittelmeer-Rundfahrt
- eine Etappe Circuit de Lorraine
- Belarussischer Meister – Straßenrennen
- Tour de la Somme

2010
- zwei Etappen und Punktewertung Mittelmeer-Rundfahrt
- eine Etappe Circuit de Lorraine
- eine Etappe Tour de Pologne
- eine Etappe Vuelta a España

2011
- eine Etappe Étoile de Bessèges
- Coppa Bernocchi
- eine Etappe Tour du Poitou Charentes
- Nationale Sluitingsprijs

2012
- Belarussischer Meister – Straßenrennen
- zwei Etappen Tour de l’Ain

2014
- Tour de la Somme
- Belarussischer Meister – Straßenrennen
- eine Etappe Tour de Pologne

2015
- drei Etappen La Tropicale Amissa Bongo

2016
- eine Etappe La Tropicale Amissa Bongo

## Platzierungen bei den Grand Tours
| Grand Tour            | 2008 | 2009 | 2010 | 2011 | 2012 | 2013 | 2014 | 2015 |
| --------------------- | ---- | ---- | ---- | ---- | ---- | ---- | ---- | ---- |
| Giro d’ItaliaGiro     | DNF  | –    | –    | –    | –    | –    | –    | –    |
| Tour de FranceTour    | –    | 156  | –    | –    | DNF  | –    | –    | –    |
| Vuelta a EspañaVuelta | –    | –    | 135  | –    | –    | –    | 134  | –    |